# Marsa Alam
Marsa Alam (Marsa al-Alam, arab. ‏مرسى علم‎) – miejscowość wypoczynkowa w południowo-wschodniej części Egiptu położona nad Morzem Czerwonym (Riwiera Morza Czerwonego), 271 km na południe od Hurghady, 220 km od Edfu, 131 km na południe od Al-Kusajr i 145 km na północ od Berenike. Ok. 60 km na północ od miejscowości znajduje się Port lotniczy Marsa Alam, a 20 km na południe Park Narodowy Wadi Dżimal.
W roku 2007 w okolicy znajdowało się 10 hoteli z ok. 3000 miejscami noclegowymi i budowano ok. 40 kolejnych hoteli. W Marsa Alam znajdują się również atrakcje wypoczynkowo-nurkowe i rekreacyjno-rozrywkowe. Istnieją  kompleksy ekologicznych kwater 20 km na północ od Marsa Alam: Marsa Nakarii i Marsa Szagra, które oferują noclegi w kamiennych domkach nad brzegiem morza. Tam też znajduje się port Abu Dabab - Dugong, z którego wypływają rejsy nurkowe.
W mieście znajduje się dworzec autobusowy i postój taksówek oraz siedziba Straży Ochrony Wybrzeża.
| Miesiąc                                                                                            | Sty | Lut | Mar | Kwi | Maj | Cze | Lip | Sie | Wrz | Paź | Lis | Gru | Roczna |
| -------------------------------------------------------------------------------------------------- | --- | --- | --- | --- | --- | --- | --- | --- | --- | --- | --- | --- | ------ |
| Średnie temperatury w dzień [°C]                                                                   | +23 | +24 | +27 | +30 | +32 | +35 | +35 | +35 | +34 | +32 | +27 | +25 | +30    |
| Średnie temperatury w nocy [°C]                                                                    | +13 | +14 | +16 | +20 | +23 | +25 | +26 | +26 | +25 | +22 | +18 | +15 | +20    |
| Opady [cm]                                                                                         | 0   | 1.0 | 1.0 | 1.0 | 0   | 0   | 0   | 0   | 1.0 | 1.0 | 1.0 | 1.0 | 6      |
| Źródło: "Ras Nsrany, Egypt: Climate, Global Warming, and Daylight Charts and Data". Climate Charts |     |     |     |     |     |     |     |     |     |     |     |     |        |